# St Peter's College, Auckland

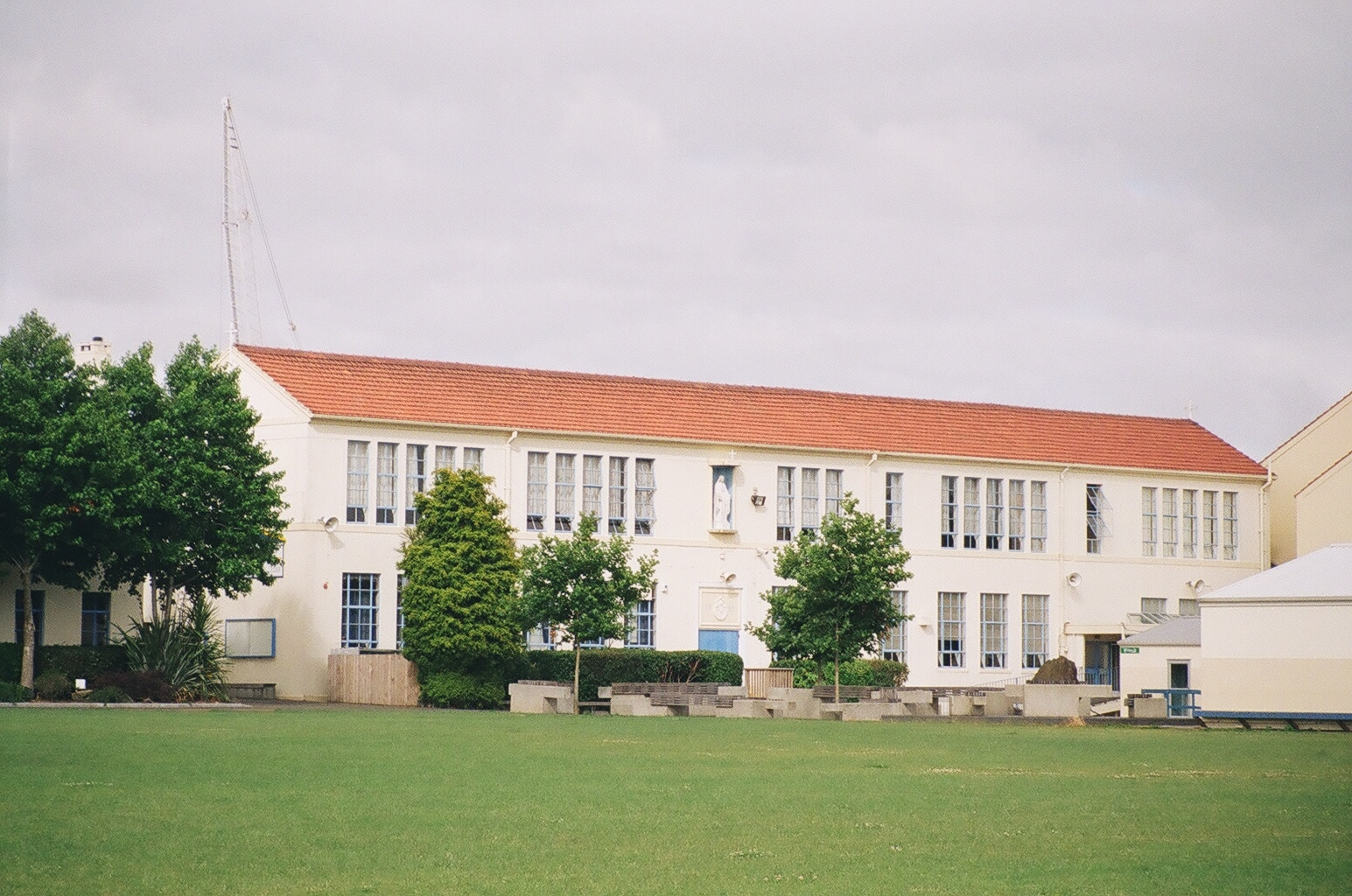
Kāreti o Hato Pita, Tāmaki-makau-rau

St Peter's College, Auckland, grundad 1939, är en romersk-katolsk sekundärskola för pojkar i Auckland, Nya Zeeland.

## Bemärkta elever
- Sir Michael Fay (1948–), köpman och matros[2]
- Sam Hunt (1964–), poet[3]